# La terra (pel·lícula)
La terra (ucraïnès: Земля, Zemlia) és un film soviètic de 1930 dirigit per l'ucraïnès Oleksandr Dovjenko. Els intertítols han estat traduïts al català.
La pel·lícula tracta sobre la transformació de la Ucraïna soviètica i posa en evidència els antagonismes entre els valors de l'antiga societat dels kulaks i els nous ideals dels joves comunistes.
Es tracta de la tercera part de la Triologia d'Ucraïna (precedida per Zvenigora i Arsenal).

## Argument
L'ancià pagès Simon mor al seu petit poble d'Ucraïna després d'haver dedicat 75 anys de la seva vida treballant humilment el camp.
La seva defunció té lloc abans que els nous plans de col·lectivització de la terra sembrin la discòrdia entre els altres veïns de la vila: escèptics ancians contra il·lusionats joves, grans terratinents contra humils pagesos. Només sembla mantenir unit a tot el poble la gran expectació generada entorn de la imminent arribada d'un nou tractor, que el comitè regional ha promès als kolkhoz.
El poble en massa celebra eufòricament la benvinguda de l'innovador vehicle agrícola que, arribat al poble, és el jove camperol Vassili, un idealista comunista, qui pren la iniciativa de posar en marxa. Per demostrar l'eficàcia i les possibilitats que la nova tecnologia soviètica ofereix, Vassili no dubta en pujar al tractor i de seguida es posa a llaurar i cegar tots els camps del poble, fins i tot ignorant les demarcacions que separen els terrenys pertanyent als kulaks.
Després de la intensa jornada laboral culminada amb una vetllada amb la seva parella, Vassili retorna a casa ballant i radiant d'alegria, fins que de sobte una bala posa fi a la seva vida. El seu cadàver, abatut sobre el camí pel qual retornava, és trobat a l'alba.
L'assassinat del jove per part d'un kulak indigna al poble enter, que assisteix en massa a la cerimònia de comiat de Vassili. La família ha ordenat un enterrament sense presència de capellans i a l'aire lliure, prescindint de l'assistència a l'església i substituint l'homilia pel cant coral de cançons revolucionàries.

## Recepció
Zemlya va ser simultàniament alabada i criticada degut a l'ambigüitat del seu missatge polític. Per una banda, conté elements propis del cinema soviètic, com ho és la temàtica escollida per a l'argument, sobre la vida rural del poble treballador. D'altra banda, però, els símbols amb els quals juga la pel·lícula no són prou clars i són susceptibles d'interpretacions obertes.
Zemlya és considerada la millor pel·lícula de Dovjenko i és sovint titllada com un dels films més importants de l'era soviètica, juntament amb El cuirassat Potemkin (1925) de Sergei Eisenstein.
En una llista elaborada per la revista Time Out el 1995 sobre les 100 millors pel·lícules del segle, Zemlia va quedar classificada en la posició 88.
El 1958, a l'exposició universal de Brussel·les, la pel·lícula també va ser escollida com una de les 10 millors pel·lícules de tots els temps per un grup de 117 experts en cinema. També l'assossiació International Film Critics Symposium va escollir Zemlia com una de les 10 millors pel·lícules de la història del cinema.

## Al voltant de la pel·lícula
A la pel·lícula Manhattan (1979), Zemlia és la pel·lícula que va a veure el protagonista, interpretat per Woody Allen.